# My Car

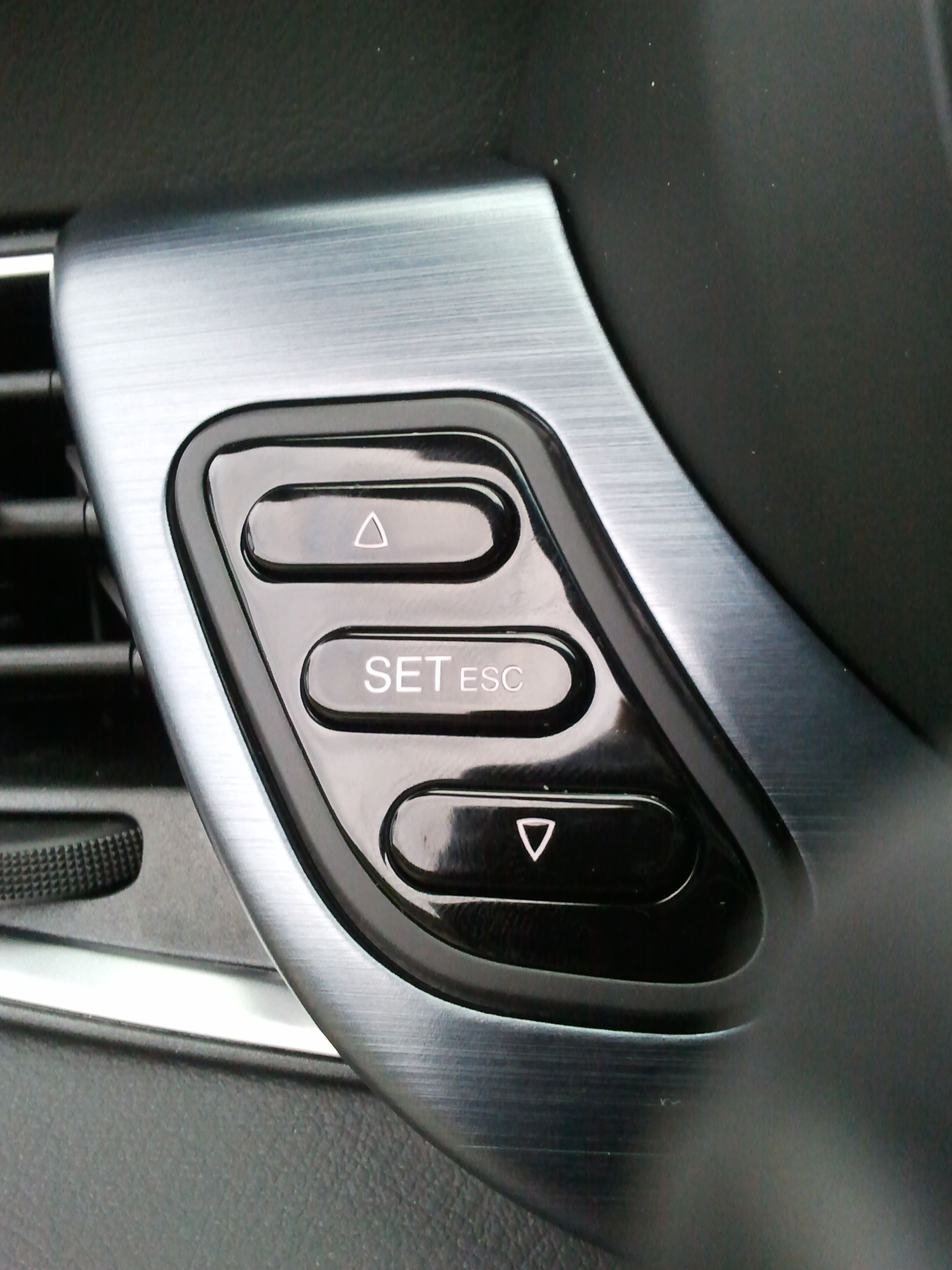
Botonera del sistema My Car.

My Car es la marca comercial de un dispositivo para la personalización del automóvil, integrado en la arquitectura electrónica de éste. Está presente en algunos modelos de Fiat Group Automobiles. El sistema se desarrolla a finales de los años noventa, en un momento en el que se comienza a popularizar la personalización de ciertas funciones en productos electrónicos de consumo como las PDA o los teléfonos móviles. Se comercializó por primera vez en 1998 en el Fiat Multipla. 

## Descripción
A diferencia de otras opciones para la configuración de los diferentes equipos que forman el automóvil, My Car se encuentra integrado en la propia arquitectura electrónica del automóvil, pudiéndose configurar por el propio usuario y de forma centralizada, las principales funciones del vehículo, de los equipos de seguridad, de entretenimiento o navegación. Las funciones del sistema My Car han ido incrementándose con las nuevas tecnologías que se han ido adoptando y están disponibles en función a cada modelo y su equipamiento. Por seguridad, el sistema solo es accesible para el usuario con el automóvil encendido y parado.

### Interfaz
La interfaz del sistema dispone de una botonera de tres botones (avance, retroceso y selección) y de una pantalla alfanumérica. Sobre ésta se muestra un menú con diferentes opciones que el usuario puede ir seleccionando mediante la botonera. En función a las opciones seleccionadas en la interfaz, el sistema da orden a cada una de las centralitas del automóvil, cambiando su lógica de funcionamiento, adaptando su funcionamiento a las preferencias del usuario.

### Pantalla
La pantalla del sistema My car está ubicada en el cuadro de instrumentos. En determinados modelos dotados con los sistemas CONNECT o UConnect, ciertas opciones se muestran también en la pantalla de estos sistemas, situada en la parte central superior del salpicadero. Existen cuatro tipos de pantalla asociados al sistema My Car. 
- Texto sencillo.

En la versión inicial del Multipla y versiones posteriores más sencillas del sistema, se utiliza una pantalla LCD monocromática retroiluminada que muestra información sencilla de forma estática. Puede mostrar caracteres alfanuméricos de forma limitada. Se usa para mostrar sencillos avisos preconfigurados, datos básicos del ordenador de a bordo y manejar el sistema My Car.
- Texto completo.

Un segundo tipo de pantalla LCD monocromática retroiluminada se comercializó posteriormente en el Alfa Romeo 156. Muestra los caracteres con mayor definición, de forma dinámica y en carrusel. Puede mostrar caracteres alfanuméricos de forma completa así como pictogramas elementales. Puede mostrar los nombres de las canciones o emisoras que se están escuchando, textos de información del ordenador de a bordo, el nombre y número de la persona que está llamando, mostrar avisos mediante textos complejos y manejar el sistema My car. Puede ser usada por el sistema Blue&Me.
- Texto completo y pictogramas.

Existe un tercer tipo de pantalla, también LCD monocromática retroiluminada, pero de mayor definición, con posibilidad de ser reconfigurada y con capacidad para mostrar texto completo y pictogramas complejos. Permite todas las funciones anteriores a las que se suman las indicaciones del navegador GPS. Puede ser usada por el sistema Blue&Me y el Alfa DNA. 
- Texto completo y pictogramas a color.

Por último con estas mismas funciones, en ciertos modelos, existe una versión más sofisticada comercializada desde 2001 en el Alfa Romeo 147. Ésta es del tipo TFT de matriz activa, reconfigurable y a color, presentando la información en formato texto y/o pictogramas complejos a color.
- CONNECT y UConnect

En los automóviles que también disponen de los sistemas CONNECT o UConnect -los cuales disponen de pantalla TFT a color de grandes dimensiones ubicadas en el salpicadero- algunas de las funciones que muestra la pantalla del sistema My Car pueden aparecer en la pantalla de estos o en ambas con formatos adaptados a cada una de las pantallas. 

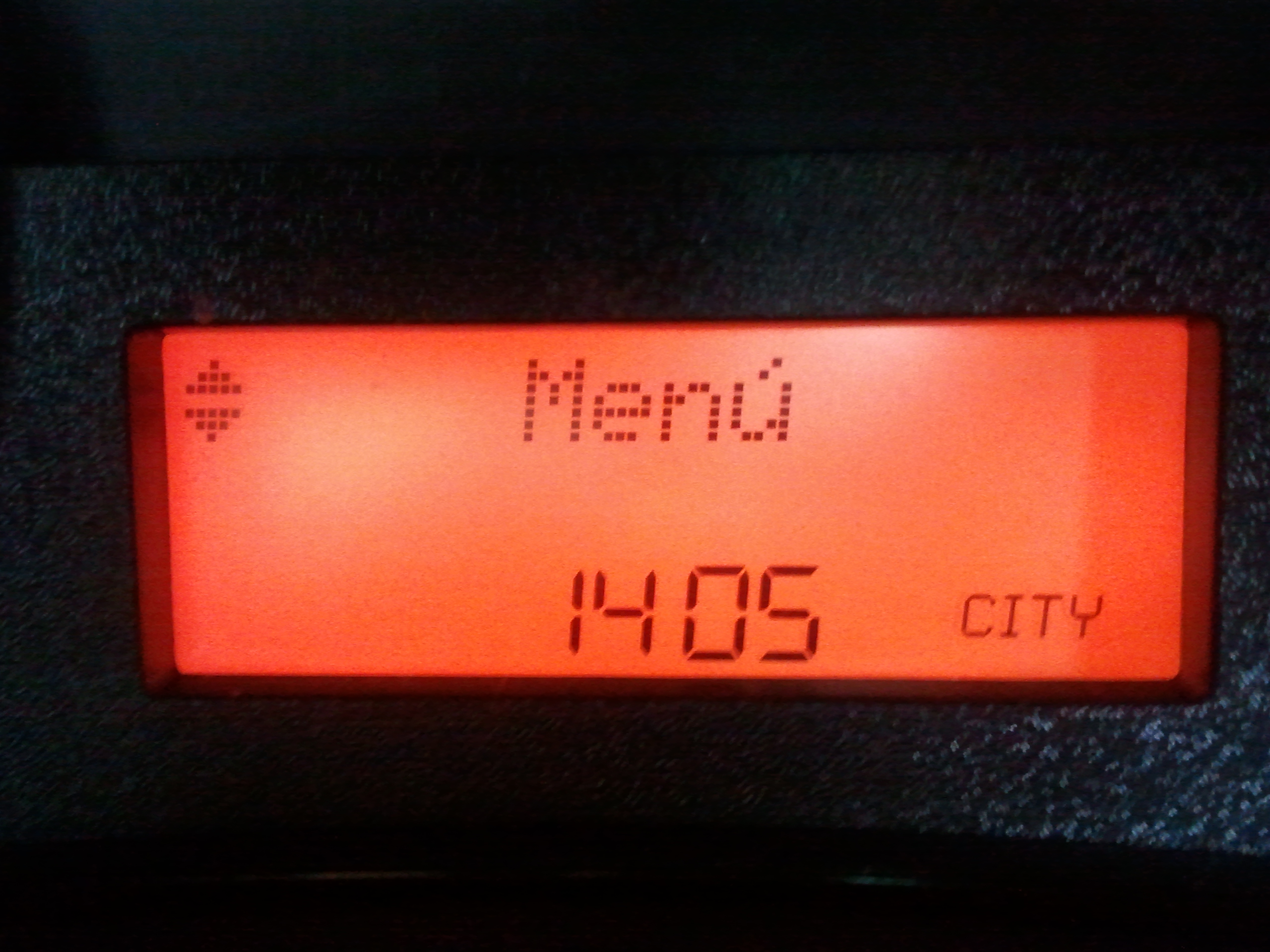
Pantalla con texto completo en el cuadro de instrumentos.
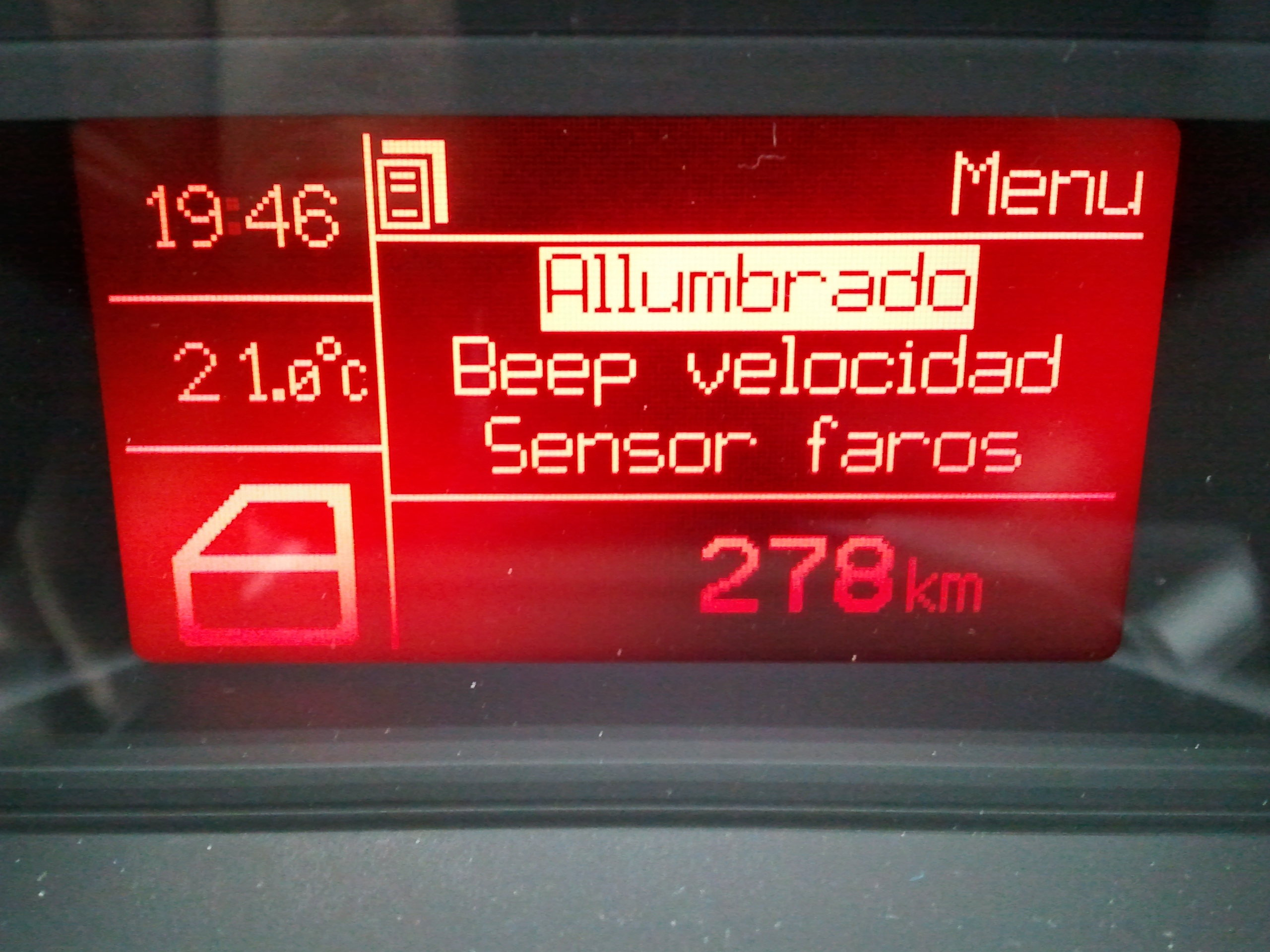
Pantalla con texto completo y pictogramas en el cuadro de instrumentos.
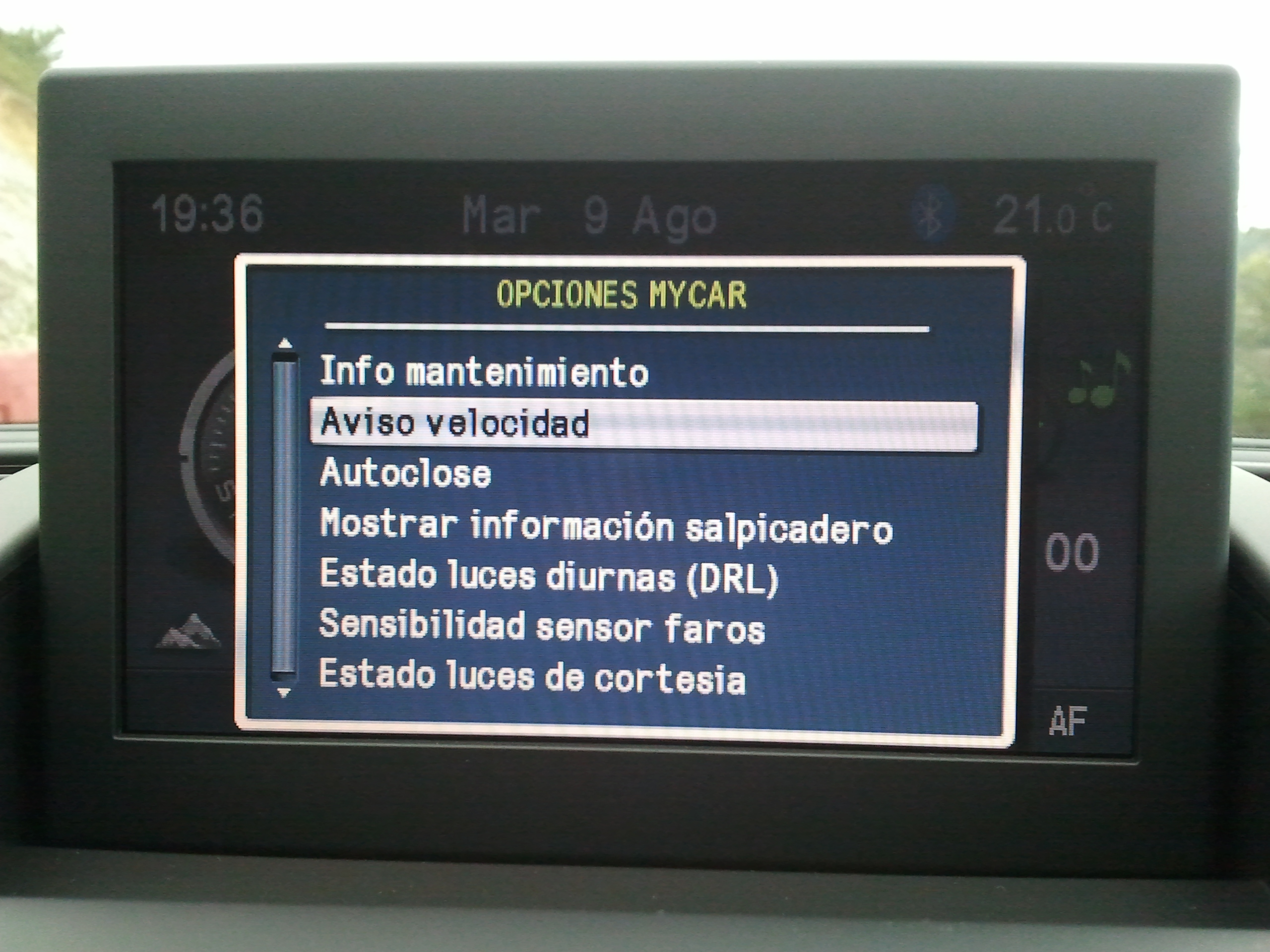
Opciones de My Car en la pantalla del sistema CONNECT.

## Funciones
Dependiendo del modelo y su equipamiento, estas son algunas de las funciones que se pueden configurar mediante el sistema My Car:

### Generales
- Idioma

Permite seleccionar el idioma de los mensajes que se visualizzan en la pantalla multifunción, tanto del menú My Car, cómo los avisos recibidos de las diferentes centralitas del coche.
- Hora

Permite ajustar el reloj, tanto la hora, su formato y el modo 12h o 24h. Es posible también activar el cambio de horario en verano.
- Fecha

Permite ajustar la fecha y su formato.
- Unidades de medida

Esta función permite seleccionar la unidad de medida que se usará para la información mostrada sobre distancias, consumos y temperatura. El ordenador de viaje modifica los resultados de sus cálculos para expresarlos en estas unidades. Desde este menú también es posible seleccionar como se expresa la información sobre consumo que se muestra, en volumen consumido/distancia o distancia reccorido/unidad de volumen de combustible.
- Volumen de las advertencias

Permite seleccionar el volumen de la señalización acústica de las visualizaciones de avería y advertencia.
- Volumen de los botones

Permite ajustar el volumen emitido cuando se pulsan los botones del sistema My Car.

### Pantalla
- Pantalla reconfigurable.

Esta función permite seleccionar el tipo de información que, por defecto, se desea ver en la pantalla multifunción durante la marcha. Existen dos opiones, la fecha actual o la presión de sobrealimentación del turbocompresor.
- Radio.

Permite seleccionar si se quiere ver la información de la radio en la pantalla del conductor. Dependiendo del medio que se esté escuchando aparecerá la frecuenta y nombre de la cadena de radio si emite en RDS, el nombre de la canción MP3 si está establecido en la información del archivo o el número de pista de la canción del CD que está sonando y su nombre si está establecido en el archivo.
- Teléfono

Permite activar la visualización del nombre y número del usuario que llama al teléfono.
- Navegador

Permite mostrar pictogramas en la pantalla ubicada en el tablero de instrumentos durante la navegación GPS.
- Viaje B

Esta función permite mostrar los datos tomados por el ordenador de a bordo por tramos seleccionados, adicionalmente de por viajes completos.
- Oscurecimiento del cuadro de instrumentos.

Permite activar la función de oscurecimiento del panel de instrumentos y todos los accesorios, salvo el velocímetro. 
- Intensidad de la iluminación del cuadro de instrumentos.

Permite regular el contraste de la pantalla y todos los accesorios. Independientemente del grado de contraste ajustado, la pantalla siempre adquiere el ajuste de contraste máximo en caso de avisos o alertas.

### Sensores
- Sensor de lluvia.

Permite regular la sensibilidad del sensor de lluvia.
- Sensor de faros.

Permite encender o apagar automáticamente los faros en función de las condiciones de luminosidad exterior. También es posible ajustar la sensibilidad del sensor en diferentes niveles.

### Iluminación
- Iluminación en curva.

Permite activar y desactivar la activación de la luz antiniebla de la dirección hacia la que se gira en curvas de ángulos cerrados.
- Orientación de los faros.

Permite ajustar en varias posiciones el corrector de altura de los faros.
- Luces de cortesía.

Permite activar o desactivar el encendido durante un plazo de tiempo definido de las luces de posición, de la matrícula y plafones interiores, al abrir las puertas o el maletero con el mando a distancia.

### Límites de velocidad
- Límite de velocidad.

Esta función permite configurar el límite de velocidad del coche. Cuando este límite es sobrepasado, se avisa al usuario mediante una señal sonora y se muestra un mensaje en pantalla
- Límite de velocidad neumáticos de invierno.

Permite seleccionar un límite de velocidad del coche cuando se viaja con neumáticos para la nieve. El límite de velocidad puede
seleccionarse en función al código de velocidad de los neumáticos de invierno.

### Seguridad
- Airbags.

Esta función permite activar o desactivar el airbag frontal y lateral del pasajero, los airbags de cortina y los airbags laterales posteriores.
- City Brake Control.

Esta función permite activar o desactivar el sistema de frenado automático del automóvil.
- Luces diurnas.

Permite activar o desactivar las luces diurnas.
- Señal acústica de los cinturones.

Activa en ciertas circunstancias la señal acústica que alerta, al iniciar la marcha, que los cinturines no están abrochados.

### Puertas
- Autocierre.

Permite activar el bloqueo automático de puertas al superar la velocidad de 20 km/h.
- Desbloqueo independiente del maletero

Permite que la puerta del maletero solo se abra pulsando el botón específico del mando a distancia o, si existe, desde su propia cerradura. Con la función desactivada la puerta del maletero tiene la misma lógica de funcionamiento del resto de puertas, si el cierre centralizado está desbloqueado la puerta se puede abrir incluso después de haberla cerrado.
- Desbloqueo independiente de la puerta del conductor.

Permite que accionando el botón de apertura del mando a distancia solo se abra la puerta del conductor. Es necesario realizar dos pulsaciones para abrir todas las puertas del automóvil. Con dicha función desactivada solo es necesaria una pulsación en el botón de apertura del mando para que se abran todas las puertas.

### Mantenimiento
- Servicio Programado

Permite visualizar las indicaciones referidas a los plazos, en distancia o tiempo restante, para las revisiones de mantenimiento. En algunos modelos también se puede visualizar el plazo para la sustitución del aceite del motor. Con esta función, cuando el plazo para alguna de estas revisiones es corto, el sistema muestra un aviso en pantalla al encender el automóvil. En las primeras versiones en este apartado aparecía un resumen de los aprovisionamientos necesarios para el correcto mantenimiento, así como notas sobre la correcta presión de los neumáticos.

## Automóviles
En la siguiente lista se recogen los automóviles dotados con el sistema My Car:

### Fiat
Fiat 500 (2007)
Fiat Panda (2003)
Fiat Siena
Fiat Palio
Fiat Punto (1999)
Fiat Grande Punto
Fiat Punto EVO
Fiat Idea
Fiat Linea
Fiat Stilo
Fiat Bravo (2007)
Fiat Croma
Fiat Panda (2012)
Fiat 500L

### Abarth
Abarth 500 (2008)
Abarth 500 Cabrio
Abarth Grande Punto
Abarth Punto EVO

### Alfa Romeo
Alfa Romeo MiTo
Alfa Romeo 147
Alfa Romeo GT
Alfa Romeo 156
Alfa Romeo 159
Alfa Romeo Spider
Alfa Romeo Brera
Alfa Romeo Giulietta

### Lancia
Lancia Ypsilon 3 puertas
Lancia Ypsilon 5 puertas
Lancia Musa
Lancia Delta (2008)
Lancia Thesis

### Fiat Professional
Fiat Strada
Fiat Fiorino
Fiat Qubo
Fiat Doblò
Fiat Doblò (2009)
Fiat Ducato